# صبا کمالی
صبا کمالی (زاده ۲۴ بهمن ۱۳۵۵) بازیگر تئاتر، سینما و تلویزیون ایرانی است.

## زندگی هنری
او در سال ۱۳۷۸ مدرک کارشناسی خود را از دانشکده سینما و تئاتر دریافت کرد و همچنین دارای مدرک کارشناسی ارشد مدیریت اجرایی است. آغاز فعالیت‌های او در تئاتر به سال ۱۳۷۶ و در تلویزیون به سال ۱۳۷۸ بر می‌گردد. همچنین وی در سال ۱۳۷۸ با فیلم متولد ماه مهر ساخته احمدرضا درویش، نخستین بار سینما را تجربه کرد.
وی در ۲۲ سالگی (۱۳۷۷) جایزهٔ نخست بهترین بازیگر را از سومین جشنواره تئاتر تهران برای بازی در نمایش «از عدمیت تا آدمیت» بُرد.

وی در خصوص کم‌کاری خود در سینما و تلویزیون می‌گوید:
«من بابت هر جواب ردی که به پیشنهاد وقیحانه تهیه‌کنندگان دادم آن‌ها مرا پنج سال به‌عقب پرت کردند. یک مشت موجودات حقیر که اسم دیگری را روی آنها نمی‌توان گذاشت.»

## حاشیه‌ها

### واکنش به خودکشی دختر آبی
صبا کمالی در شهریور ۱۳۹۸ پس از انتشار پستی در صفحه شخصی خود در اینستاگرام، که در آن با به تصویر کشیدن یک گفتگوی خیالی قیاسی بین دختر آبی و حسین بن علی کرده و نتیجه گرفته بود که دختر آبی از حسین هم مظلوم‌تر است. پس از آن بود که خبرهایی مبنی بر اینکه کمالی از سوی قوه قضاییه جمهوری اسلامی ایران با اتهام توهین به مقدسات بازداشت و محکوم شده منتشر شد. او سپس اقدام به حذف مطالب فوق از صفحه اینستاگرام خود کرد و بعدتر با انتشار ویدئویی در شبکه‌های اجتماعی خبر بازداشت خود را تکذیب نمود.

### احضار به دادگستری
در آذر ۱۴۰۲ صبا کمالی به همراه سحر زکریا و دانیال مقدم به دلیل انتشار ترانه حوری به دادگستری احضار شدند.

## فیلم‌شناسی

### سینمایی
| نام فیلم                    | سال تولید |
| --------------------------- | --------- |
| امپراتور جهنم               | (۱۳۹۵)    |
| به روح پدرم                 | (۱۳۸۸)    |
| همیشه پای یک زن در میان است | (۱۳۸۶)    |
| بوتیک                       | (۱۳۸۲)    |
| چشمان سیاه                  | (۱۳۸۱)    |
| متولد ماه مهر               | (۱۳۷۸)    |

### مجموعه تلویزیونی
| سال نام | مجموعه                      | نقش                      | کارگردان          | توضیحات            |
| ------- | --------------------------- | ------------------------ | ----------------- | ------------------ |
| ۱۳۷۸    | کیف انگلیسی                 | زهره                     | سید ضیاءالدین دری | شبکه ۱             |
| ۱۳۷۹    | پس از باران                 | مرضیه                    | سعید سلطانی       | شبکه ۳             |
| ۱۳۸۱    | مهمان‌پذیر طوبی              |                          | علی شوقیان        | نوروز ۱۳۸۳ شبکه یک |
| ۱۳۸۲    | مسافر زمان                  | مینا                     | مسعود نوابی       | شبکه ۲             |
| ۱۳۸۲    | راز شیوا                    |                          | پرویز حسن‌پور      | شبکه ۳             |
| ۱۳۸۴    | شهریار                      | عزیزه                    | کمال تبریزی       | شبکه ۲             |
| ۱۳۸۶    | روزگار قریب                 | ملیحه همسر سید احمد طبیب | کیانوش عیاری      | شبکه ۳             |
| ۱۳۸۷    | آینه‌های نشکن                | سیمین                    | جواد اردکانی      | شبکه ۲             |
| ۱۳۸۷    | تله فیلم کمی نزدیکتر        |                          | اصغر هاشمی        | شبکه ۱             |
| ۱۳۸۸    | رستگاران                    | سارا                     | سیروس مقدم        | شبکه ۳             |
| ۱۳۸۸    | کلانتر                      | پوپک                     | محسن شاه محمدی    | شبکه ۱             |
| ۱۳۸۹    | شاید برای شماهم اتفاق بیفتد | بازی در یک اپیزود        | احمد معظمی        | شبکه ۵             |
| ۱۳۸۹    | خوش‌نشین‌ها                   | مهشید                    | سعید آقاخانی      | شبکه ۳             |
| ۱۳۸۹    | تله‌فیلم «سکوت مطلق»         |                          |                   | [ ۱۰ ]             |

### تئاتر
| نام تئاتر        | سال    |
| ---------------- | ------ |
| ز عدمیت تا آدمیت | (۱۳۷۷) |
| مظلوم پنجم       | (۱۳۹۴) |
| دولت ضعیفه       | (۱۳۹۶) |